# Joan Bou
Joan Bou Company (Valencia, 16 januari 1997) is een Spaans wielrenner die anno 2025 rijdt voor Caja Rural-Seguros RGA.

## Carrière
Als stagiair bij Nippo-Vini Fantini in 2017 nam Bou onder meer deel aan de Ronde van Burgos en de Arctic Race of Norway. Eerder dat jaar was hij al veertiende geworden in het nationale kampioenschap op de weg voor beloften. In 2018 werd hij prof bij de ploeg Nippo-Vini Fantini waar hij al stage liep.

## Belangrijkste overwinningen
2019
Bergklassement Ronde van Hokkaido

## Resultaten in voornaamste wedstrijden
| Jaar | Ronde van Italië | Ronde van Frankrijk | Ronde van Spanje |
| ---- | ---------------- | ------------------- | ---------------- |
| 2018 |                  |                     |                  |
| 2019 |                  |                     |                  |
| 2020 |                  |                     |                  |
| 2021 |                  |                     | 103e             |
| 2022 |                  |                     | 83e              |
| 2023 |                  |                     |                  |
| 2024 |                  |                     | 72e              |

| Jaar | Ronde van Lombardije | Strade Bianche | Clásica San Sebastián |
| ---- | -------------------- | -------------- | --------------------- |
| 2018 | 91e                  | opgave         |                       |
| 2019 |                      |                |                       |
| 2020 |                      |                |                       |
| 2021 |                      |                | opgave                |
| 2022 |                      |                |                       |
| 2023 |                      |                | 35e                   |
| 2024 |                      |                | opgave                |

## Ploegen
- 2017 –  Nippo-Vini Fantini (stagiair vanaf 28-7)
- 2018 –  Nippo-Vini Fantini-Europa Ovini
- 2019 –  Nippo-Vini Fantini-Faizanè
- 2020 –  Fundación-Orbea
- 2021 –  Euskaltel-Euskadi
- 2022 –  Euskaltel-Euskadi
- 2023 –  Euskaltel-Euskadi
- 2024 –  Euskaltel-Euskadi
- 2025 –  Caja Rural-Seguros RGA

Arredondo · Bagioli · Berlato · Bisolti · Canola · Cunego · De Negri · Filosi · Grosu · Ito · Kobayashi · Koishi · Kuboki · Marangoni · Marini · Nakane · Santaromita · Stacchiotti · Uchima · Bou (stagiair) · Cima (stagiair) · Nishimura (stagiair)
Bagioli · Bou · Canola · D. Cima · I. Cima · Cunego · Grosu · Hatsuyama · Ito · Kobayashi · Lobato · Marangoni · Nakane · Nishimura · Ponzi · Santaromita · Tizza · Uchima · Yoshida · Zaccanti
Angulo · Aristi · Azparren · Azurmendi · Ballarin · Bizkarra · Bou · Canal · Cuadrado · Etxeberria · Goikoetxea · Iribar · Irizar · Isasa · Iturria · Juaristi · Lobato · Martín · Maté ·  Soto · Lasa (stagiair) · Mintegui (stagiair)
E. Azparren · X. Azparren · Azurmendi · Ballarin · Berasategi · Bizkarra · Bou · Canal · Cuadrado · Etxeberria · Goikoetxea · Iribar · Isasa · Iturria · Juaristi · Lobato · López de Abetxuko · Martín · Maté ·  Soto
Aberasturi · Alustiza · Azparren · Azurmendi (tot 15/4) · Berasategi · Bizkarra · Bonillo · Bou · Cañellas · Cuadrado · de la Parte · Etxeberria · Fouché · Isasa · Iturria · Juaristi · López de Abetxuko · Martín · Maté · Mintegi · Zubeldia · Ganzabal (stagiair)